# حاضرة الدمام
حاضرة الدمام الكبرى؛ هي مدينة كبرى وتتشكل من ثلاث مدن رئيسة متجاورة، وهي الدمام و الخبر والظهران، وتشمل أيضًا محافظة القطيف ورأس تنورة، وتُعتبر أكبر منطقة حضرية في شرق المملكة العربية السعودية. يبلغ عدد سكان المنطقة بـ2,8 مليون نسمة حسب تعداد السعودية 2022. تُعرف المنطقة الحضرية الكبرى بصيد الأسماك واللؤلؤ وصناعة النفط والفنون والترفيه والموسيقى الشعبية والموروثات الرياضية. تضم المنطقة مجموعة متنوعة من المناظر الطبيعية والحدائق والشواطئ وعندها ساحل ترفيهي مطل على الخليج العربي بطول 380 كيلومتر. تحتضن الدمام الكبرى مطار الملك فهد الدولي أكبر مطار في العالم من حيث مساحة الأرض (حوالي 773 كيلومتر مربع) ويبعد نحو 20 كيلومتر إلى الشمال الغربي من الدمام أكبر المدن الثلاث. ميناء الملك عبد العزيز في الدمام هو الأكبر من نوعه في الخليج العربي. يحتل المركز الثاني من بعدة جدة في حركة الاستيراد والتصدير.
تقع شركة أرامكو السعودية أكبر شركة للنفط في العالم والشركة الأكثر قيمة في الدمام الكبرى نتيجة لوجود حقل النفط الأول المكتشف في المملكة هناك.
قبل اكتشاف النفط فإن المنطقة معروفة منذ زمن بعيد لكونها ميناء لصيد الأسماك مستفيدة من الموقع الاستراتيجي على شاطئ الخليج العربي. في الوقت الحاضر فإنه يعتبر أحد أكبر الموانئ.
تتمتع المنطقة الشرقية عمومًا وحاضرة الدمام على وجه الخصوص بخصائص جغرافية وتاريخية واستراتيجية فريدة، كما يجعلها موقعها الجغرافي على الخليج العربي وإمكانية ارتباطها مع بقية دول العالم من خلال المنافذ البحرية والجوية والبرية، إلى جانب أهميتها التاريخية كأقدم وأكبر مصدر للنفط في العالم، واحدة من أهم المراكز التنموية الاستراتيجية في المملكة، ومنصة مثالية لتمكين تحقيق الأهداف الطموحة لرؤية 2030.